# Curuguaty
Curuguaty (Guaraní: Kuruguaty) ist eine Stadt und ein Verwaltungsbezirk (distrito) im Nordosten der südamerikanischen Republik Paraguay. Sie liegt im Departamento Canindeyú. Die Stadt hatte im Jahre 2002 75.510 Einwohner.

## Geografie
Curuguaty liegt in einem Teil von Paraguay, der von seiner Höhenlage (durchschnittlich 400 Meter über dem Meeresspiegel) und der reichen Vegetation des Atlantischen Waldes, der Mata Atlântica (spanisch: Mata atlántica) profitiert. Die Höchsttemperaturen im (südlichen) Sommer erreichen 40° Celsius, die Temperaturen im Winter gehen auf 0° Celsius zurück.
Die Bevölkerung von Curuguaty stammt unter anderem zum Teil von Einwanderern aus Brasilien sowie von indigenen Völkern wie den Aché ab. Die Umgebung der Stadt ist von Land- und Forstwirtschaft geprägt. Ein Produkt der Gegend ist die Yerba Mate. Namensgebend für die Stadt war Kürbisfrucht Curugua (lateinisch: Sicana odorifera, auch Cucurbita odorifera).

## Geschichte
Die Stadtgründung von Curuguaty erfolgte an den Ufern des gleichnamigen Flusses am 15. Mai 1712 durch Juan Gregorio de Bazán y Pedraza mit der Bezeichnung Villa de San Isidro Labrador de los Reyes Católicos de Curuguaty. Sie ist Geburtsstadt eines der Gründungsväter von Paraguay, von Mauricio José Troche, der heute den Ehrentitel Libertador trägt und der Namensgeber für die paraguayische Stadt und das Departement General Mauricio José Troche ist.
Der Gründervater von Uruguay José Gervasio Artigas lebte während der Herrschaft des Schöpfers von Paraguay und Diktators José Gaspar Rodríguez de Francia in Curuguaty seit den 1810er Jahren mehr als 30 Jahre im Exil.
Während der Rückzugsgefechte des Diktators Marschall Francisco Solano López am Ende des Tripel-Allianz-Krieges gegen Brasilien, Argentinien und Uruguay erklärte dieser Curuguaty 1869 zu seiner vierten und letzten Hauptstadt. Dort ließ sich sein Vizepräsident Domingo Francisco Sánchez Corvalán mit dem Staatsschatz und Kirchenschätzen nieder, bevor er dann 1870 im letzten Gefecht, bei dem López fiel, in der Nähe der Stadt von brasilianischen Soldaten erschlagen wurde.
In den letzten Jahren und zuletzt im Juni 2012 kam es in und um Curuguaty zu Auseinandersetzungen zwischen landlosen Bauern und Ordnungskräften, die sich ihr Recht auf Landbesitz erstreiten wollen. In den Jahren der Diktatur Stroessners bis 1989 waren Millionen von Hektaren Landes an die Vertreter der Oberschicht, die Latifundienbesitzer, gegangen, so zum Beispiel an den Politiker und Unternehmer Blas Riquelme. Nachdem auf dessen Besitz zwei Bauern tot aufgefunden worden waren und eine Gruppe landloser Bauern protestierten, kam es bei Auseinandersetzungen im Rahmen von Räumungen zu weiteren Todesfällen. Insgesamt starben 17 Menschen, darunter sechs Polizisten.

## Wirtschaft
Die Bevölkerung von Curuguaty lebt hauptsächlich von der Landwirtschaft und Viehzucht, die in der Umgebung betrieben wird. Weitere Einnahmequellen sind der Holzeinschlag und die Holz-Verarbeitung sowie der Anbau von Yerba Mate. 

## Tourismus
Curuguaty ist ca. 240 km von der Hauptstadt Paraguays Asúnción entfernt und ist über die Autobahn in Richtung Itaipú und über Landstraßen zu erreichen. Der Stausee von Itaipú und der geschützte Urwald in der Mbaracayú Forest National Reserve sind Attraktionen auf dem Wege zur Stadt. Dort in der Nähe sind auch Dörfer der indigenen M’byá Guaraní und der Aché (Guayaki) zu sehen. Die Stadt selbst beherbergt im Museum noch Erinnerungsstücke an den Krieg vor fast 150 Jahren. Dort ist auch das Wohnhaus des uruguayischen Freiheitskämpfers Artigas, der Solar de Artigas, zu besichtigen.